# Saut de la Cuve
Ne doit pas être confondu avec Saut des Cuves.
Le saut de la Cuve est une chute d'eau du massif des Vosges située sur la limite des communes de Saint-Amé et Le Syndicat.

## Géographie

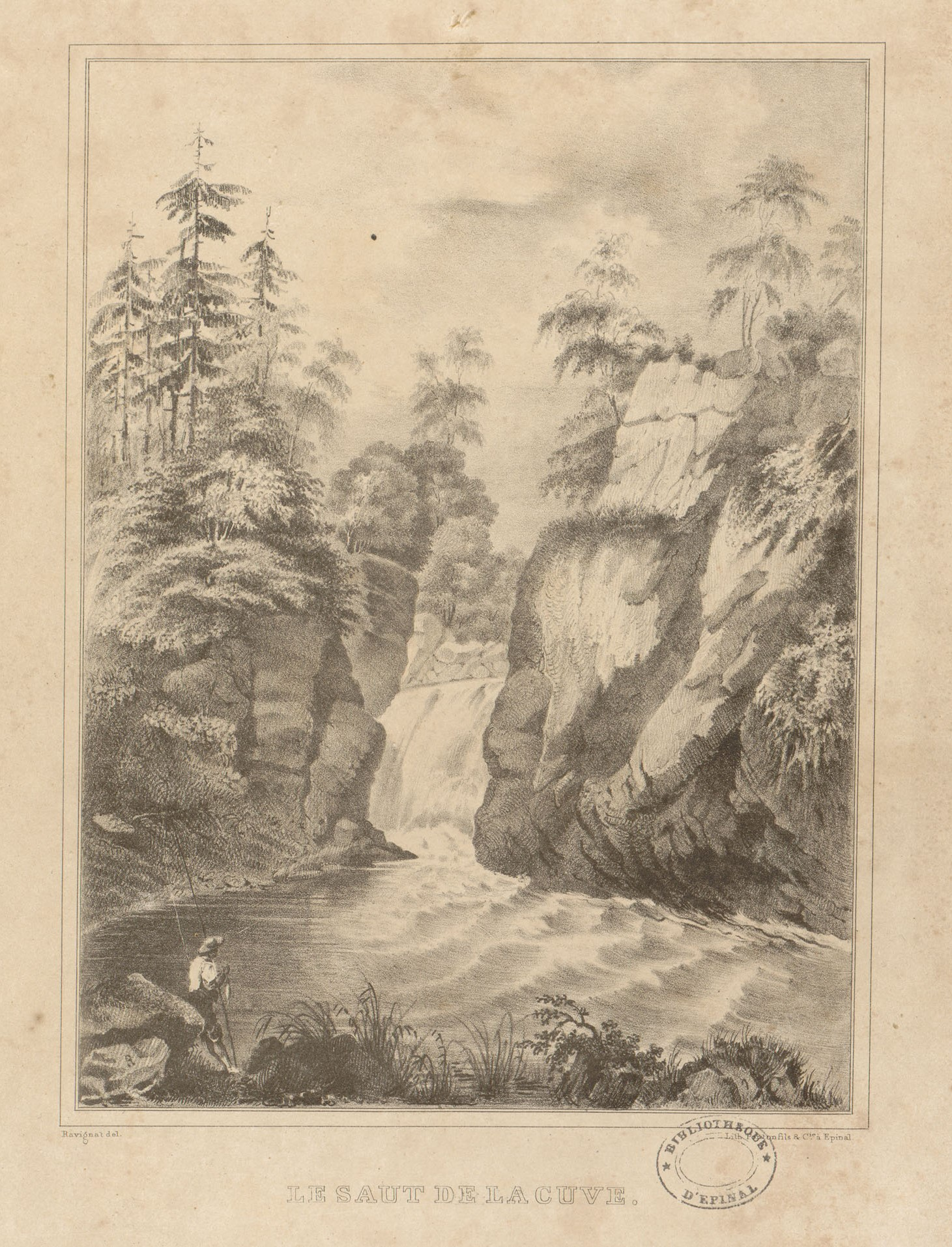
Lithographie de E. Ravignat.
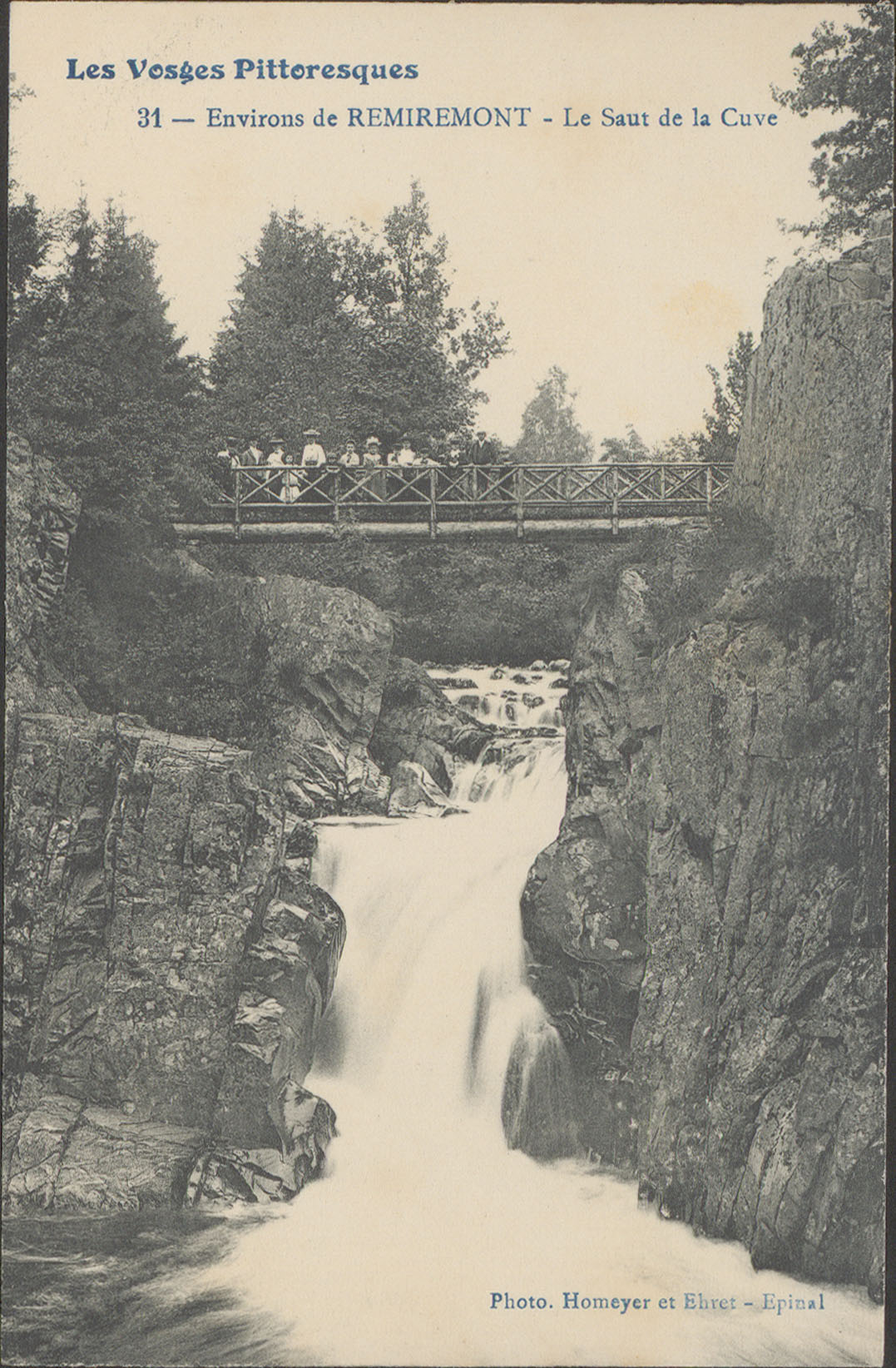
Carte postale ancienne (éd. Homeyer et Ehret).
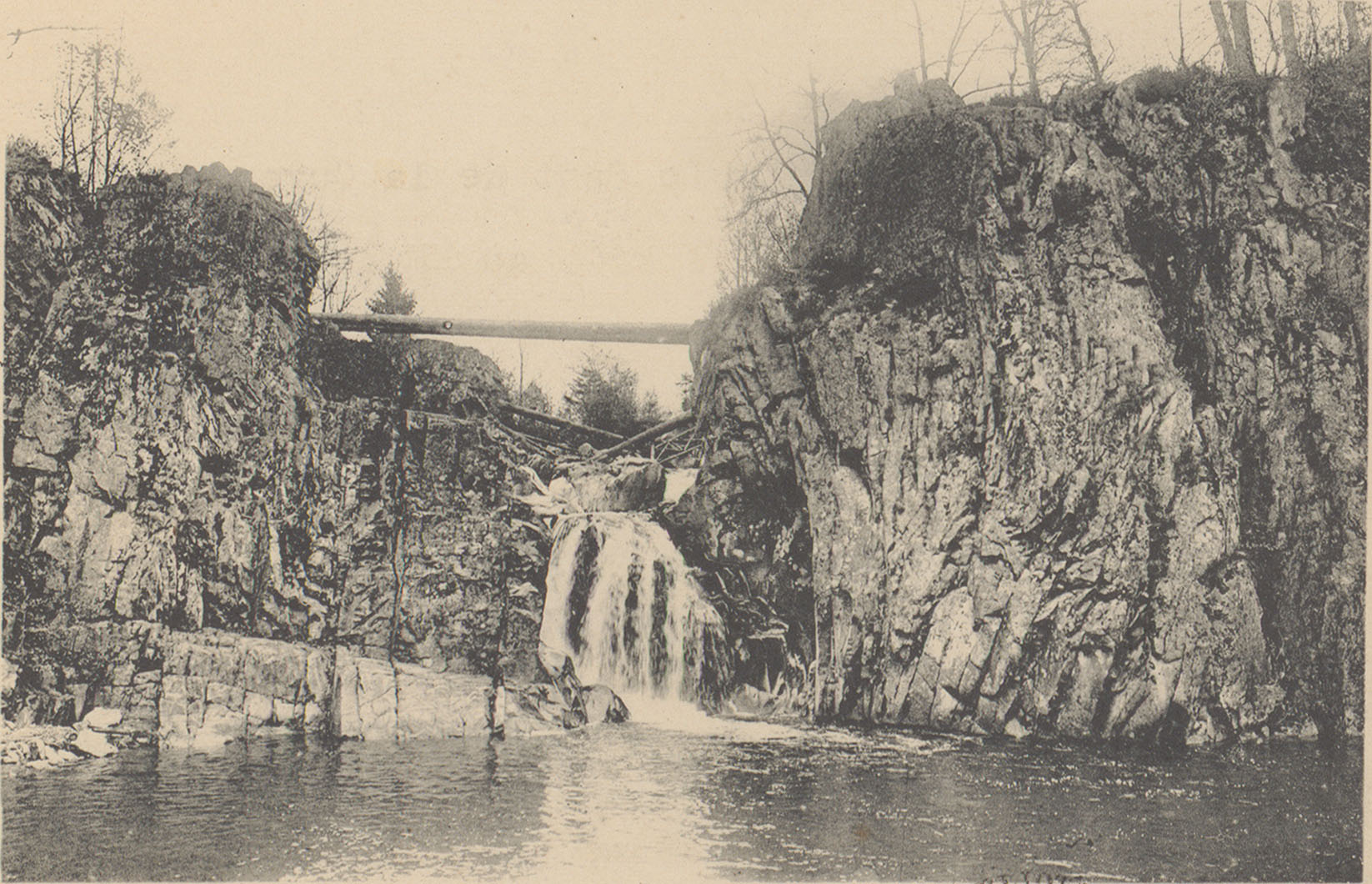
Carte postale ancienne (éd. Adolphe Weick).

## Le Saut de la Cuve dans la littérature
Dans Les Vosges, recueil de 20 lithographies de Jean-Joseph Bellel, publié en 1860 par A. Morel à Paris, Théophile Gautier décrit la cascade du Saut de la Cuve dans le texte introductif aux gravures. Selon André Lefèvre, cette description doit plus à l’imagination de l’auteur sollicitée par l’image qu’à la fréquentation du lieu car Théophile Gautier n’aurait jamais effectué de voyage dans les Vosges. 
L’évocation du Saut de la Cuve faite par Jules Lermina dans la troisième partie du Fils de Monte-Cristo, suite qu’il donne au célèbre roman d’Alexandre Dumas, Le Comte de Monte-Cristo, est plus fantaisiste encore. La Cuve y est présentée comme un torrent impétueux et le Saut de la Cuve, situé tantôt entre Saint-Amé et Remiremont, tantôt entre Vagney et Saint-Amé, comme un endroit particulièrement dangereux.